# Elmer Berger
Elmer Berger né le 27 mai 1908 et décédé le 5 octobre 1996 est un rabbin réformé antisioniste américain.